# فینال لیگ قهرمانان آسیا ۲۰۱۲
فینال لیگ قهرمانان آسیا ۲۰۱۲ رقابت پایانی لیگ قهرمانان آسیا ۲۰۱۲ بود؛ سی و یکمین دوره از بالاترین سطح مسابقات فوتبال آسیایی که توسط کنفدراسیون فوتبال آسیا (اِی‌اف‌سی) پایه‌گذاری شده‌است و همچنین دهمین دوره از مسابقاتی که با عنوان لیگ قهرمانان آسیا شناخته می‌شود. اولسان هیوندای با برتری برابر الاهلی عربستان به مقام قهرمانی دست یافت.

## مسابقه
| اولسان هیوندای                                       | ۳–۰   | الاهلی |
| ---------------------------------------------------- | ----- | ------ |
| کواک تائه-هوی ۱۳' · رافینیا ۶۸' · کیم سئونگ-یونگ ۷۵' | گزارش |        |